# 堀井美香
堀井 美香（ほりい みか、1972年3月22日 - ）は、フロム・ファーストプロダクション所属のフリーアナウンサー、ナレーター、元TBSのエグゼクティブアナウンサー、ラジオパーソナリティ。

## 来歴
秋田県男鹿市生まれ。河辺郡雄和町（現在の秋田市雄和）出身。秋田県立秋田北高等学校
、法政大学法学部卒業。法政大学自主マスコミ講座6期生。
高校生の頃まで将来郵便局員になると思っていた。大学で上京してからは様々なアルバイトをしたり、卒業後のビジョンとして郵政省（当時）入省を目標に国家公務員試験の予備校にも通っていた。3年の頃、学内の就職課職員に大学の自主マスコミ講座を紹介され、その後2週間に1回の発声練習やレッスンを受講する。学校の事務局に手続きへ行った時にたまたまマスコミ講座の先生がおり、「君、これ受けてみた方がいいよ」と勧められてTBSを受験。秋田にはTBSの系列放送局がなかったため、周囲には就職に反対もされたという。およそ2500人に1人という超難関のTBSのアナウンサー試験に合格する。
大学卒業後の1995年4月、TBSにアナウンサー30期生として入社（同期入社に小川知子・小島慶子）。現TBS放送センター建て替え移転後の最初のアナウンサーにあたる。1996年10月、同期入社の社員と結婚。1997年6月、娘を出産。1年育休後に職場復帰する。2000年7月、息子を出産。半年間の育休後に時短勤務で職場復帰する。2009年春から『久米宏 ラジオなんですけど』を担当。2017年7月からはTBSラジオのニュースデスクも務めている。2020年5月6日、TBSラジオの『赤江珠緒 たまむすび』に赤江珠緒の代役として出演。。2021年、アナウンス部担当部長に就く。また6年ほどアナウンサーの採用を担当。2022年2月25日、自身のTwitterにおいて同年3月31日付けでTBSを退社すると伝えた。4月1日、フロム・ファーストプロダクション所属のフリーアナウンサーとして活動を開始。

## 人物

### 趣味・嗜好・特技
- 朗読[1]、クラシック音楽[1]、麻雀[1]、着付け[1]。
- カラオケに行った際に浜田省吾の『MONEY』をよく歌う[19]。
- 広島東洋カープファンの夫と共に応援している[20][21][22]。

### 家族
- 実家の家族は父、母、堀井を含めて4人きょうだい[23]で、3姉妹の次女（姉と妹が一人ずついる）[注釈 1]である。父は元郵便局勤務で郵便局長まで務め[3]、母は元保育士[23]で保育園園長になり定年まで勤めた[3]。母の背中を見て育ったことで、自然と一生仕事を続けるものだと思うようになった[23]。
- 実家は先祖代々している特定郵便局[24][25]。北野誠と担当したラジオ番組では、郵便局で業務中の父に電話をした様子が放送された[25][26]。
- 「郊外（町田[27]）に住んでいるので通勤に片道1時間半かかる」と明かしている[23]。通勤に小田急線を利用している[28]。
- TBS系列局の静岡放送（SBS）アナウンサーである近江由佳は、堀井が自身のおばであることを（近江は堀井の姪にあたる）2024年1月9日に出演した『ラヴィット!』（TBS）にて明らかにしている[29]。

### 仕事でのエピソード
- 石橋貴明によると、入社間もない時に自作のイカ弁当の匂いをアナウンサー室に充満させたことから「堀井イカ」と呼ばれていたと『うたばん』で解説した。
- フリートークが不得手である。
  - 2012年3月31日の『久米宏 ラジオなんですけど』では、久米宏が肺炎で番組を休んだためオープニングのフリートークを堀井が行ったが、持ち時間12分の半分の約6分ほどで「ギブアップ」してしまった。
  - 後にこの件を人に相談したところ「他の番組にメッセージを投稿したらどうか」とアドバイスされ『安住紳一郎の日曜天国』へ投稿を始めるが、1通も読まれなかった。安住紳一郎は2012年5月27日放送の『日曜天国』でこの話を堀井本人から打ち明けられたエピソードを紹介した上で、ラジオネーム「横浜のすいみんみん」の投稿を読んだ。
- ラジオの生中継番組『ミュージックキャラバン』のデビュー初日、中継先にいたが私用の買い物で遅刻した。
  - 商業施設の1階の吹き抜けで中継をしていた。堀井は歳暮を送っていなかったと思い出し、空き時間が10分ほどあったので8階の特設展示場で用事を済ませた。その後エスカレーターで降りていた時にスタッフが下の方で手を振っているのが見えて堀井は喜んでいたが、手を振っていたのは違う意味合いだったようである。1階の現場へ戻った時には既に中継が始まっており、スタッフに怒られた[25]。
  - 最終回にはその時の録音テープをエピソードとともに放送した。

### たまむすびでのエピソード
- 2012年10月12日に、休暇中の小林悠の代役として『小林悠 たまむすび』に出演した際には、事前にパートナーの玉袋筋太郎について下調べをし、さらに玉袋のプライベートに倣って一人で競輪場やスナックなどに足を運ぶなど、準備を十分に行って臨んだ結果、フリートークとリスナーからの投稿が中心の同番組を無事に乗り切っている。
- 2013年9月6日も同様に代役出演し、玉袋から「ナタリー（小林の愛称）の代役は堀井さん」とのお墨付きをもらっている。2015年は小林が夏季休暇以外にラジオ番組取材と災害取材でも休演したが（後述）、災害取材による休演時のみの代役出演となった。なお2016年2月下旬に小林が休養→降板以降は暫定的に『たまむすび』金曜パーソナリティを務め、そのまま小林の後任に収まるかと予想されたが、同年4月の番組改編で平日11:00からの新番組『ジェーン・スー 生活は踊る』の金曜パートナーを堀井が務めることになったため、小林の後任は安東弘樹となった。
- 2020年5月6日、オープニングトークで浜田省吾の曲『MONEY』が流れ、理由を知らない博多大吉が驚いて、堀井が説明している[25]。ラーメンは普段食べないが大吉と出演すると決まってから、一蘭に初めて行って店のシステムに戸惑う様子を話した[25]。5月20日も大吉と共演している[30]。

## 受賞歴
- JAPAN PODCAST AWARDS
  - ベストパーソナリティ賞＆リスナーズチョイス賞[1]
- JNNアノンシスト賞
  - TVナレーション部門最優秀賞[1]、ラジオナレーション部門最優秀賞[1]、ラジオCM最優秀賞[1]
- TBSテレビチャレンジアワード受賞[1]

## 出演
★：担当中

### テレビ
- フレッシュ!
- ねる様の踏み絵（1995年）[31][32]
- 王様のブランチ（1996年4月 - 1997年3月）[31][32]
- おはようクジラ
- お天気クジラ（1996年）[31][32]
- とんねるずのカバチ!
- ジャスト - ニュースコーナー担当
- ニュースバード1600（2010年7月ごろ - 2013年3月28日、TBSニュースバード) - 水曜 → 木曜日担当
- みのもんたのサタデーずばッと → サタデーずばッと（2002年4月6日 - 2014年3月29日） - サブキャスター
  - JNNニュース
- リンカーン - 週刊リンカーン批評、毎週火曜日。コーナー自体は不定期（サブキャスター）
- COUNT DOWN TV - ナレーション
- 探険! ホムンクルス 〜脳と体のミステリー〜 - ナレーション
- BODY - ナレーション
- がっちりマンデー!! - ナレーション
- モノコト進化論 - ナレーション
- はなまるマーケット - はなまるドリルのコーナーのナレーション
- サスケマニア　- ナレーション。担当しない回あり
- 社会科ナゾ解明TVひみつのアラシちゃん! - ナレーション
- アニちゃんねる!シリーズ（TBSチャンネル） - ナレーション
- 陸上見聞録 - 『THE PRIME』水曜。ナレーション
- エンタメキャッチ→エンタメキャッチプラス→エンプラ→エン活! - ナレーション
- サワコの朝（2013年6月29日・7月6日・2014年12月6日） - ナレーション（豊田綾乃の代役）
- THE世界遺産（2014年4月 - 2017年9月）- ナレーション
- 音ボケPOPS（2013年10月27日 - 11月10日、BS-TBS）- アシスタント
- 23時開店!女の談話室 スナックHKB23（2018年8月 - 、BS-TBS）- ナレーション
- 坂上&指原のつぶれない店 - ナレーション★
- バナナサンド - ナレーション★
- 世界の窓（BS-TBS） - ナレーション★
- 関口宏のもう一度!近現代史（2019年10月12日　- 2022年3月26日、BS-TBS） - ナレーション
- 考えすぎちゃん（2020年9月7日 - 、Paravi） - ナレーション★
- 麺鉄（2021年3月7日 - 2022年3月27日、BS-TBS） - ナレーション
- イコノイ、どーですか?（2021年4月20日（19日深夜） - 9月28日（9月27日深夜）） - ナレーション
- ブルー・アース 生命の海（2021年5月2日、BS-TBS） - ナレーション
- 考えすぎちゃん ON TV〜ワンクールだけの大冒険〜（2021年10月8日 - 12月24日、テレビ東京[33]） - ナレーション
- 日本沈没-希望のひと- 第5話（2021年11月14日）
- すてきに帯らいふ（2021年12月23日） - ナレーション
- 有田ジェネレーション（2022年4月18日、Paravi）
- 乃木坂46アンダードキュメンタリー（不定期放送）（2023年11月25日 - 、TBSチャンネル1） - ナレーション★

### ラジオ
- 北野誠の大胆!ヒルマーノ（1996年）[31][32]
- SUPER ARTIST TRIBUTE
- 土曜ワイドラジオTOKYO 永六輔その新世界（1999年3月 - 2000年4月、アシスタント）
- 新世紀ラジオ・歌え!ドンキホーテ （「ミュージックキャラバン」コーナー）
- 松尾雄治のピテカンワイド（2001年）[31][32]
- 童謡詩人・金子みすゞ
- 竹中直人ハードボイルド・ソーセージ （桜坂八重子役）
- 健康談話室（毎週日曜日）
- ザ・トップ5＜シーズン3＞（2013年10月1日 - 2014年3月25日、毎週火曜日 17:50 - 20:00）
- 千葉ドリーム!もぎたてラジオ（2013年6月9日 - 8月4日、毎週日曜日、当時のレギュラーアナ・豊田綾乃の代役）
- OLERA（2014年10月2日 - 2015年3月26日、毎週木曜日 20:00 - 22:00）
- 久米宏 ラジオなんですけど（2009年4月4日 - 2020年6月27日、毎週土曜日 13:00 - 14:55）
- 安住紳一郎の日曜天国　（2006年9月3日放送にて、電話出演）
- 生島ヒロシのおはよう定食 （生島ヒロシが休みの際の代役）
- 生島ヒロシのおはよう一直線 （同上）
- たまむすび（2012年10月12日・2013年9月6日・2014年9月5日…後輩アナの小林悠夏期休暇時の代役。2015年8月6日…赤江珠緒夏期休暇時の代役。2015年9月11日…小林の報道取材に伴う欠席時の代役。2016年2月26日 - 3月25日…小林の体調不良→TBS退社降板に伴う代役[34]。2020年5月6日・5月20日…赤江の新型コロナウィルス感染で欠席時の代役）
- ジェーン・スー相談は踊る（2014年4月5日、8月16日ほか、代行MC）
- TBSラジオレビュー （？- 2022年3月27日、第4日曜日 5:20 - 5:30）
2021年3月までは『プレシャスサンデー』に内包。
- 竹中直人〜月夜の蟹〜 （毎週日曜日 17:00 - 18:30）
- ROCK ENTERTAINMENT 高見沢俊彦のロックばん （？- 2022年3月27日、毎週日曜日 17:00 - 18:30）
- ジェーン・スー 生活は踊る（2016年4月11日 - 2022年3月31日）金曜日→毎月第5週アシスタント[35]。 2022年3月28日から3月31日までアシスタントを担当。TBS退職後にアシスタント（2022年9月29日）[36]。
- TBSニュース（2017年7月6日 -？）隔週水曜日ニュースデスク[37]
- スナックSDGs（2021年4月4日 - 2022年3月26日[38]、2022年4月以降は不定期出演[38]。毎週土曜日 20:00 - 20:29[39]）
- ラジオ100年プロジェクト キクコトノミライ 第1回(NHKラジオ第1・2022年4月22日[40])
- 大竹まことゴールデンラジオ（文化放送、2022年5月17日[6]）
- 山崎怜奈の誰かに話したかったこと。（TOKYO FM、2022年6月8日[41]）トークコーナー「誰かに聞きたかったこと。」ゲスト
- 田中みな実 あったかタイム（TBSラジオ、2022年10月8日、10月15日） - ゲスト
- 水音スケッチ（2015年9月29日 - ）[注釈 2]★
  - ジェーン・スー 生活は踊る（2016年4月11日 - 月～木曜（～金曜、2020年9月まで））内包番組
  - 金曜ボイスログ（2020年10月2日 - 、金曜）内包番組

### CM
- 新パンテーン（P&G、2024年5月 - ）

### ポッドキャスト
- ジェーン・スーと堀井美香の「OVER THE SUN」（毎週金曜、2020年10月2日 - ）
- ウェンズデイ・ホリデイ（毎週水曜、2022年6月8日 - ）

### 舞台
- フェードラ -炎の中で-（2025年6月26日 - 29日、銕仙会能楽研修所 / 7月5日・6日、水戸芸術館 ACM劇場 特設能舞台） - 主演・フェードラ 役[42]

## 映画
- ジェネラル・ルージュの凱旋（2009年、東宝）

## セミナー
- 公開セミナー　第51回名作の舞台裏『パパはニュースキャスター』 - 司会（2022年3月21日、関内ホール）[43][44][45]

## 書籍

### 単行本
- 音読教室　現役アナウンサーが教える、楽しくてうまくなる音読テクニック（2021年4月7日、カンゼン） ISBN 978-4862555946